# Temporada 2012 da Australian Football League
A Temporada 2012 da Australian Football League foi a 116º edição da temporada de elite do futebol australiano. A competição teve a presença de 18 clubes. Com inicio em março e término em setembro. Os campões foram o Sydney Swans ao vencerem o Hawthorn Football Club, na Grand Final.
A temporada foi marcada pela estreia do Greater Western Sydney Giants.